# Wilde (pel·lícula)
Wilde és una pel·lícula biogràfica dirigida per Brian Gilbert estrenada l'any 1997, amb Stephen Fry en el paper del títol. El guió escrit per Julian Mitchell és tret del premi Pulitzer de 1989, biografia de Oscar Wilde escrita per Richard Ellmann, Oscar Wilde el 1987. Ha estat doblada al català. Algunes escenes han estat rodades a Hertfordshire al castell de Knebworth House, Lulworth Cove, Studland Bay, i Swanage Pier a Dorset; Houghton Lodge a Hampshire; Luton Hoo a Bedfordshire; Magdalen College a Oxford; Lincoln's Inn a Holborn i Somerset House a The Strand.
L'estrena del film es va fer al festival de Venècia el 1997, i va ser l'obertura de la nit de les seleccions 1998 al Festival Internacional de Cinema de San Francisco.

## Argument
L'escriptor irlandès Oscar Wilde torna dels Estats Units a Londres i es casa amb Constance Lloyd a l'època Victoriana. Dos fills neixen d'aquesta unió, Cyril i Vyvyan. Wilde s'enriqueix gràcies a les seves obres de teatre que tenen molt èxit i s'acosta al jove Robbie Ross i « surt de l'armari», assumint la seva homosexualitat. Quan retroba el molt corrupte Lord Alfred "Bosie" Douglas, s'hi enamora. Però el pare de Bosie acusa l'escriptor de ser un «sodomita» i Wilde és condemnat a dos anys de treballs forçats. La seva salut es deteriora a causa de les condicions d'insalubritat a la presó i acaba la seva - a partir d'ara - curta vida a París després d'haver estat alliberat de la presó.

## Repartiment
- Stephen Fry: Oscar Wilde
- Jude Law: Lord Alfred 'Bosie' Douglas
- Vanessa Redgrave: Lady Speranza Wilde
- Jennifer Ehle: Constància Lloyd Wilde
- Gemma Jones: Lady Queensberry
- Judy Parfitt: Lady Mount-Temple
- Michael Sheen: Robbie Ross
- Zoë Wanamaker: Ada Leverson
- Tom Wilkinson: Marques de Queensberry
- Ioan Gruffudd: John Gray
- Matthew Mills: Lionel Johnson
- Jason Morell: Ernest Dowson
- Peter Barkworth: Charles Gill
- Robert Lang: C.O. Humphreys
- Philip Locke: El Jutge
- David Westhead: Edward Carson
- Jack Knight: Cyril Wilde
- Jackson Leach: Cyril Wilde, aged 4
- Laurence Owen: Vyvyan Wilde
- Benedict Sandiford: Alfred Wood
- Mark Letheren: Charles Parker
- Michael Fitzgerald: Alfred Taylor
- Orlando Bloom: Gigolo
- Bob Sessions: Mina Owner
- Adam Garcia: Jones
- Joseph May: 1er Miner
- Hugh Munro: Rev. Chasuble
- Michael Simkins: Lord Illingworth
- James Vaughan: director de l'hotel
- Richard Cubison: Cap dels cambrers
- Christine Moore: Nanny
- John Bleasdale: Warder
- Peter Forbes: detectiu

## Rebuda
- Oscar Wilde arriba al 81% de bones critiques en el lloc rotten tomatoes.com.[4]

Premis
- 1998: Maria Djurkovic obté el premi Evening Estandard British Film a la millor tècnica[5]
- 1998: Jude Law obté el premi Evening Estandard British Film per la millor esperança masculina.
- 1998: Stephen Fry obté el Golden Space Needle al millor actor al festival internacional de cinema de Seattle

Nominacions
- 1997: Brian Gilbert nominat al Festival del cinema britànic de Dinard pel Golden Hitchcock en un paper secundari.
- 1998: Jennifer Ehle nominada als premis BAFTA a la millor actriu secundària.
- 1998: Zoë Wanamaker nominada als premis BAFTA a la millor actriu secundària.
- 1999: Stephen Fry nominat al premi Chlotrudis al millor actor.
- 1999: Stephen Fry nominat als Premis Satellite al millor actor.
- 1999: Stephen Fry nominat al Premis Globus d'Or al millor actor.
- 1999: Wilde nominat als premis GLAAD Media al film més memorable.